# Eurazhdarcho
Eurazhdarcho is een geslacht van uitgestorven pterosauriërs behorend tot de Pterodactyloidea dat tijdens het Laat-Krijt leefde in het gebied van het huidige Roemenië. De enige benoemde soort is Eurazhdarcho langendorfensis.

## Vondst en naamgeving
In 2009 groef de Roemeense paleontoloog Mátyás Vremir bij Lancrăm nabij Sebeş-Glod in Transsylvanië op de SbG-B-vindplaats de resten op van een middelgrote pterosauriër. Deze doneerde hij aan het Erdélyi Múzeum, het museum van de Societății Muzeului Ardelean (Transylvanian Museum Society). Enkele beenderen werden door Vremir later opgegraven en toegevoegd aan de collectie van de Babeș-Bolyaiuniversiteit.

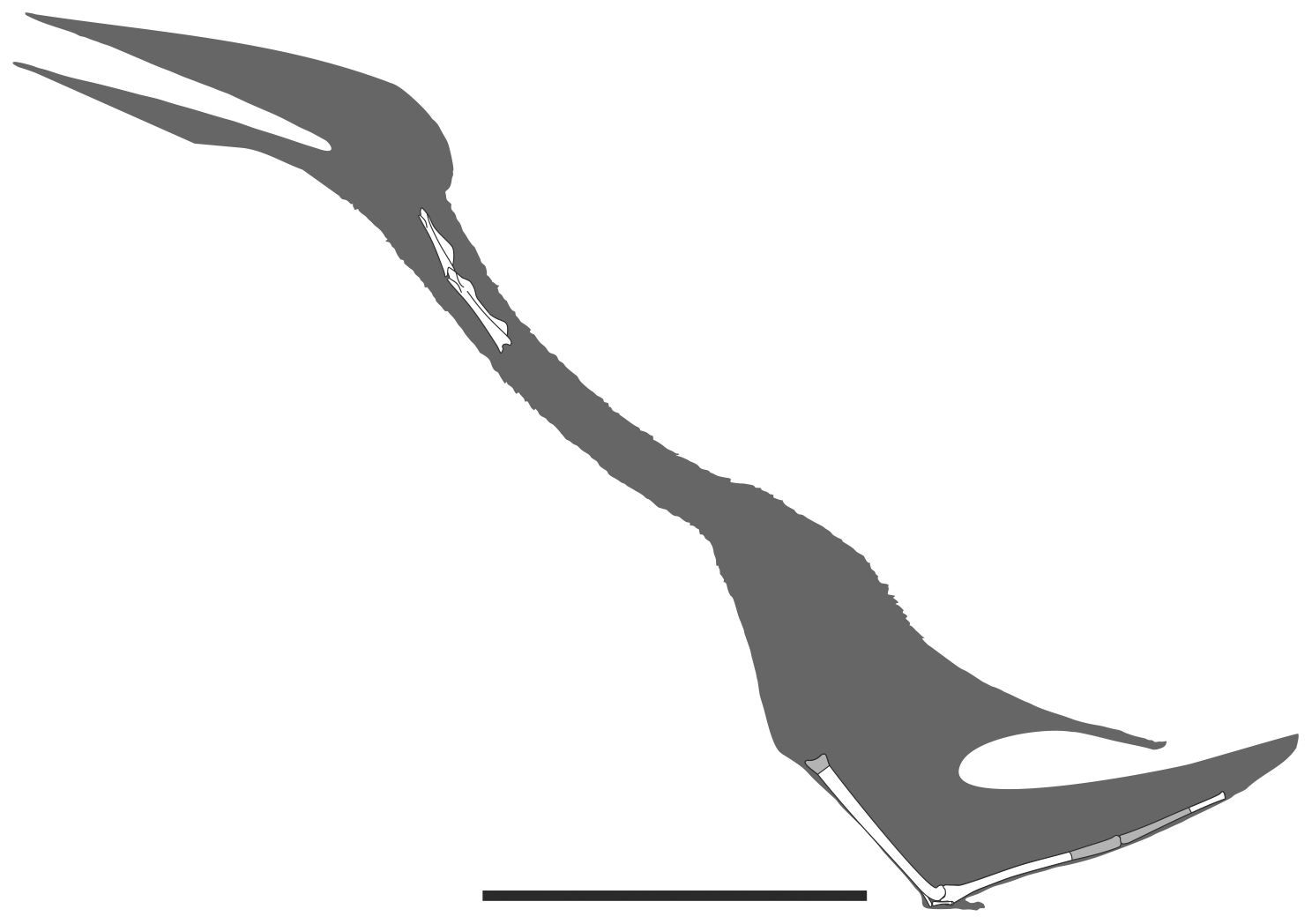
De ontdekte skeletelementen van Eurazhdarcho aangegeven op het silhouet van een van de grond opstijgend dier

In 2013 benoemden en beschreven Vremir, Alexander Wilhelm Armin Kellner, Darren Naish, en Gareth Dyke de typesoort Eurazhdarcho langendorfensis. De geslachtsnaam is een combinatie van Europa en de naam van de verwant Azhdarcho die zelf vernoemd is naar een mythische draak. De soortaanduiding verwijst naar Langendorf, de oorspronkelijke Duitse naam van Lancrǎm. Deze keuze is een protest door Vremir, zelf een etnisch Hongaar, tegen de in zijn ogen onderdrukkende taalpolitiek van de Roemeense staat jegens etnische minderheden. Het benoemende artikel verscheen in het elektronisch tijdschrift PLoS ONE zonder dat er verder een gedrukte versie werd uitgebracht. Eurazhdarcho is de eerste pterosauriër die op deze wijze geldig benoemd wordt volgens de nieuwe regels van de ICZN.

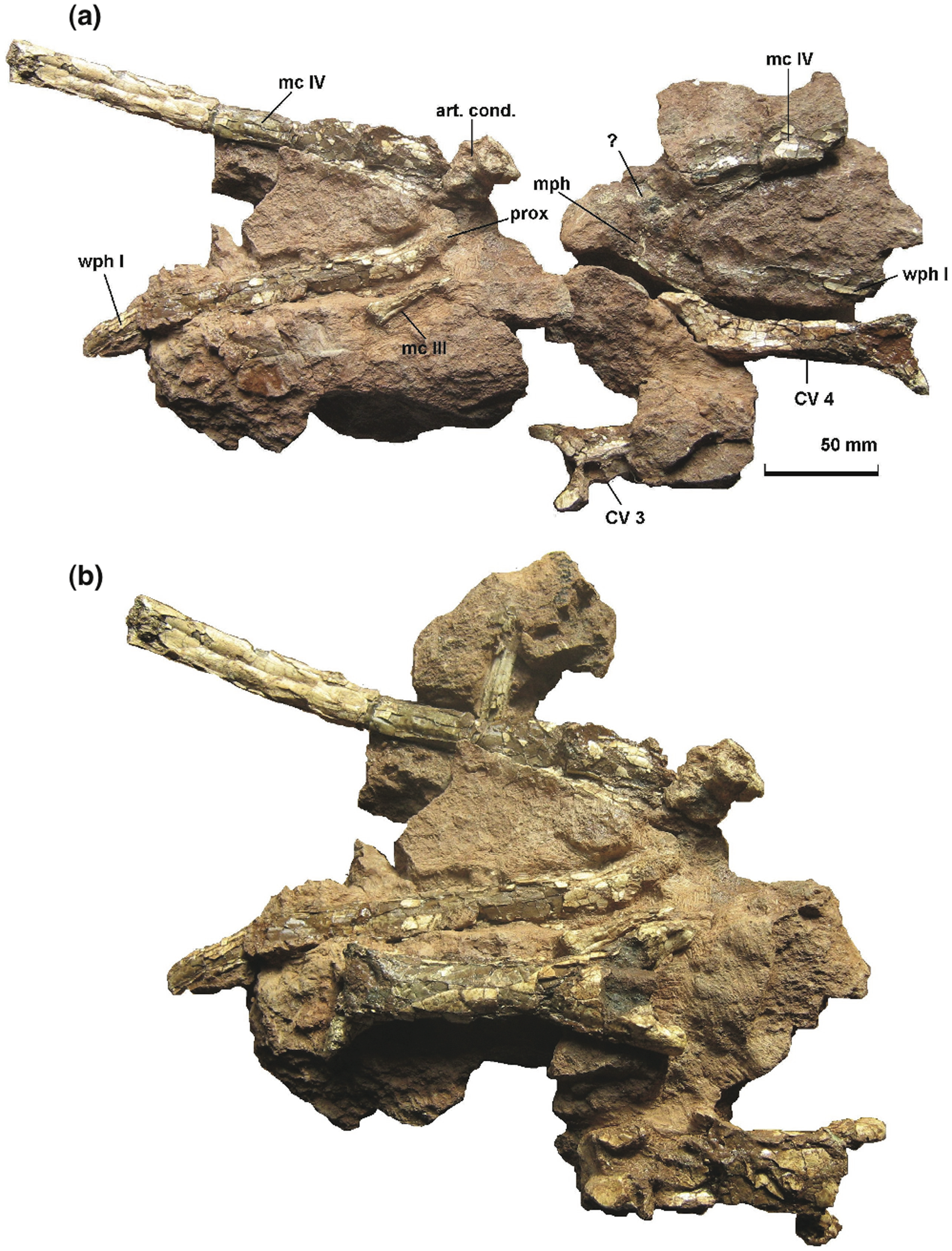
De delen van het holotype weer neergelegd in de positie waarin ze in 2009 werden opgegraven

Het holotype, EME VP 312, is gevonden in een laag van de Sebeşformatie die dateert uit het bovenste vroege Maastrichtien, ongeveer 69 miljoen jaar oud. Het bestaat uit een gedeeltelijk skelet zonder schedel. Bewaard zijn gebleven: drie halswervels waaronder de vrijwel volledige derde en vierde en een fragment van een volgende; het derde en vierde middenhandsbeen van de rechterarm; de bovenkant van het eerste kootje van de rechtervleugelvinger; de onderkant van het tweede kootje; een onderste kootje van een andere vinger dan de vleugelvinger en nog een achttal niet nader te bepalen botfragmenten. Het derde halswervelfragment en verschillende botfragmenten werden bij de tweede opgraving gevonden maar hebben nog geen UBB-iventarisnummer; in het beschrijvende artikel werden ze behandeld als deel van het holotype. De preservering is over het algemeen slecht waarbij vooral belangrijke delen van de beenwanden zijn verdwenen door erosie. Ten dele zijn de skeletelementen slechts in afdrukken aanwezig. De beenderen zijn niet extreem platgedrukt zodat een zekere driedimensionaliteit bewaard bleef maar wel wat door compressie vervormd. Het karkas is vermoedelijk door een overstroming op zijn rug in de modder nabij een rivieroever gedeponeerd. Daarna is het een tijdlang aan de open lucht blootgesteld geweest om dat de beenderen wel verweerd zijn maar niet strek verspreid. Gedurende die periode is het kennelijk kaalgevreten door aaseters want op zowel de wervels als het middenhandsbeen zijn ronde bijtsporen zichtbaar gemaakt door de kegelvormige tanden van een of andere lid van de Crocodyliformes. De meeste botten moeten toen verdwenen zijn waarna de resten door een dunne laag modder bedekt werden. Die droogde toen voor langer tijd uit en raakte met lage planten begroeid terwijl de vlak onder het oppervlak liggende botten sporen van kever- en termietenvraat opliepen. Uiteindelijk werd het fossiel door opeenvolgende overstromingen met steeds dikkere lagen fijn sediment bedekt waardoor het tot in onze tijd kon overleven.
Uit dezelfde lagen is in Roemenië de reusachtige verwant Hatzegopteryx gevonden die ongeveer dertigmaal zo zwaar was. De beschrijvers wezen er speciaal op dat op het moment van de publicatie nog geen overlappende elementen tussen beide vormen waren gevonden die een mogelijke identiteit hadden kunnen bevestigen of weerleggen. Het is dus in principe mogelijk dat het holotype van Eurazhdarcho een klein exemplaar van Hatzegopteryx vertegenwoordigt. Toekomstige vondsten moeten hierin helderheid brengen. De beschrijvers achtten een identiteit vooralsnog niet waarschijnlijk omdat EME VP 312 een volwassen individu lijkt.

## Beschrijving

### Grootte en onderscheidende kenmerken
Eurazhdarcho is een middelgrote azhdarchide. De beschrijvers schatten de vleugelspanwijdte op hoogstens drie meter, vanuit een geschatte lengte voor het vierde middenhandsbeen van vijfentwintig centimeter.
De beschrijvers wisten enkele onderscheidende kenmerken vast te stellen, alle bij de halswervels. De derde halswervel heeft driekwart van de lengte van de vierde, terwijl dat bij verwanten typisch 60% bedraagt. De halzen van de voorste werveluitsteeksels zijn welgevormd en verlengd terwijl ze een hoek van 30° maken met de lengteas van de wervel. De preëxapofyse is welgevormd met een naar voren gericht gewrichtsfacet en van de buitenste diapofyse op het voorste werveluitsteeksel gescheiden door een diepe trog. De pneumatische openingen in de zijkanten van de wervelboog zijn klein en laag geplaatst.
In 2014 kritiseerde Alexandr Awerianow bovenstaande autapomorfieën hevig. Het eerste kenmerk zou fout bepaald zijn doordat niet onderkend was dat van de vierde wervel een stuk was afgebroken. De andere drie kenmerken zouden helemaal niet uniek zijn. Awerianow concludeerde dat Eurazhdarcho inderdaad een jonger synoniem was van Hatzegopteryx en vermoedelijk een jong exemplaar daarvan vertegenwoordigt.

### Skelet

#### Nek
De vierde halswervel heeft een bewaarde lengte van 116 millimeter. Het element is zesmaal zo lang als de minimale breedte. De voorste gewrichtsuitsteeksels dragen secundaire naar voren en binnen gerichte gewrichtsvlakken, preëxapofysen, die door een diepe uitholling aan de onderzijde gescheiden zijn van de knobbels aan de bases van de gewrichtsuitsteeksels. Deze knobbels zijn vermoedelijk het gereduceerde restant van het gewricht van de nekrib, de diapofyse, wellicht inclusief de nekrib zelf. De voorste gewrichtsuitsteeksels hebben zelf ook naar voren en binnen gerichte gewrichtsvlakken die in de lengterichting bol zijn en overdwars hol. Het hoofdlichaam van de wervel heeft parallel lopende zijkanten. Er zijn geen onderste uitsteeksels of hypapofysen. Bovenop bevindt zich een laag doornuitsteeksel dat zich duidelijk boven de wervel verheft en een uitstekende voorste en achterste richel vormt met ertussen een verlaging. De voorste richel beslaat 30% van de wervellengte.

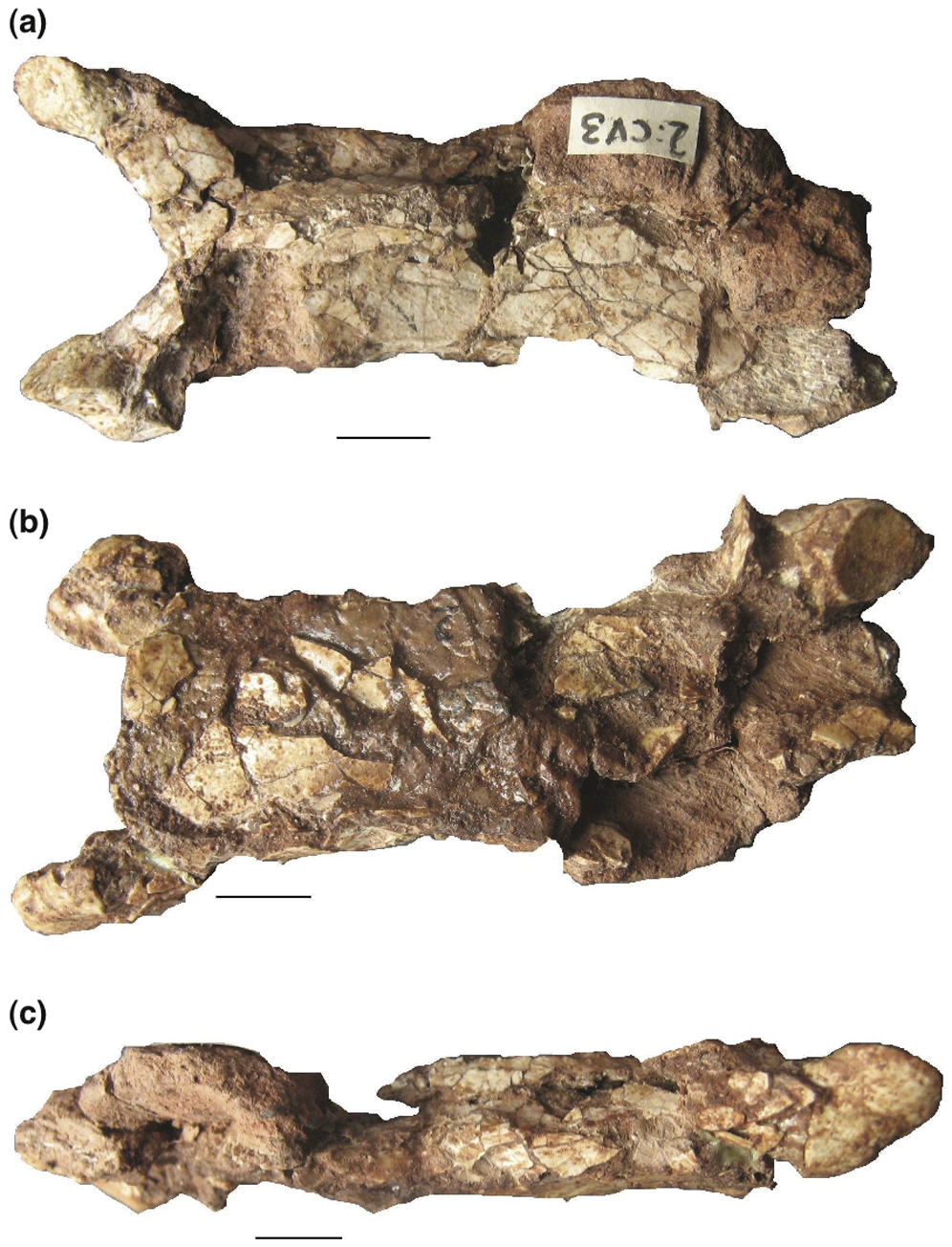
De derde halswervel

De derde halswervel heeft een bewaarde lengte van 86,5 millimeter en is ongeveer viermaal zo lang als breed. De beenwanden ervan zijn ruwweg één millimeter dik. De zijkanten van het wervellichaam hebben geen pneumatische openingen. De halzen van de voorste werveluitsteeksels maken een hoek van circa 35° met de lengteas. De wervel heeft dezelfde configuratie van de verschillende voorste uitsteeksels als de vierde wervel. De opening van het ruggenmergkanaal is klein en ligt direct onder een scherpe middenrichel tussen de voorste gewrichtsuitsteeksels. Aan de voorkant van de wervel ontbreekt zowel een voorste gedeelte van het doornuitsteeksel als de voorste uitlopers van de hypapofysen, zodat daar het bovenste en onderste deel verder vrijwel glad zijn. In het algemeen zijn de halswervels vrij buisvormig, met lage vervloeiende wervelbogen. De andere bewaarde wervel maakt deel uit van de UBB-collectie en is in het benoemende artikel niet beschreven.
Ten opzichte van elkaar staan de derde en vierde wervel slechts een kleine horizontale beweging toe en ook de verticale beweging moet beperkt zijn geweest tot 20 à 30°. De derde wervel kon echter vermoedelijk ten opzicht van de tweede, de draaier, een verticale beweging maken van 45° wat de mobiliteit van de kop sterk vergroot moet hebben.

#### Vleugel

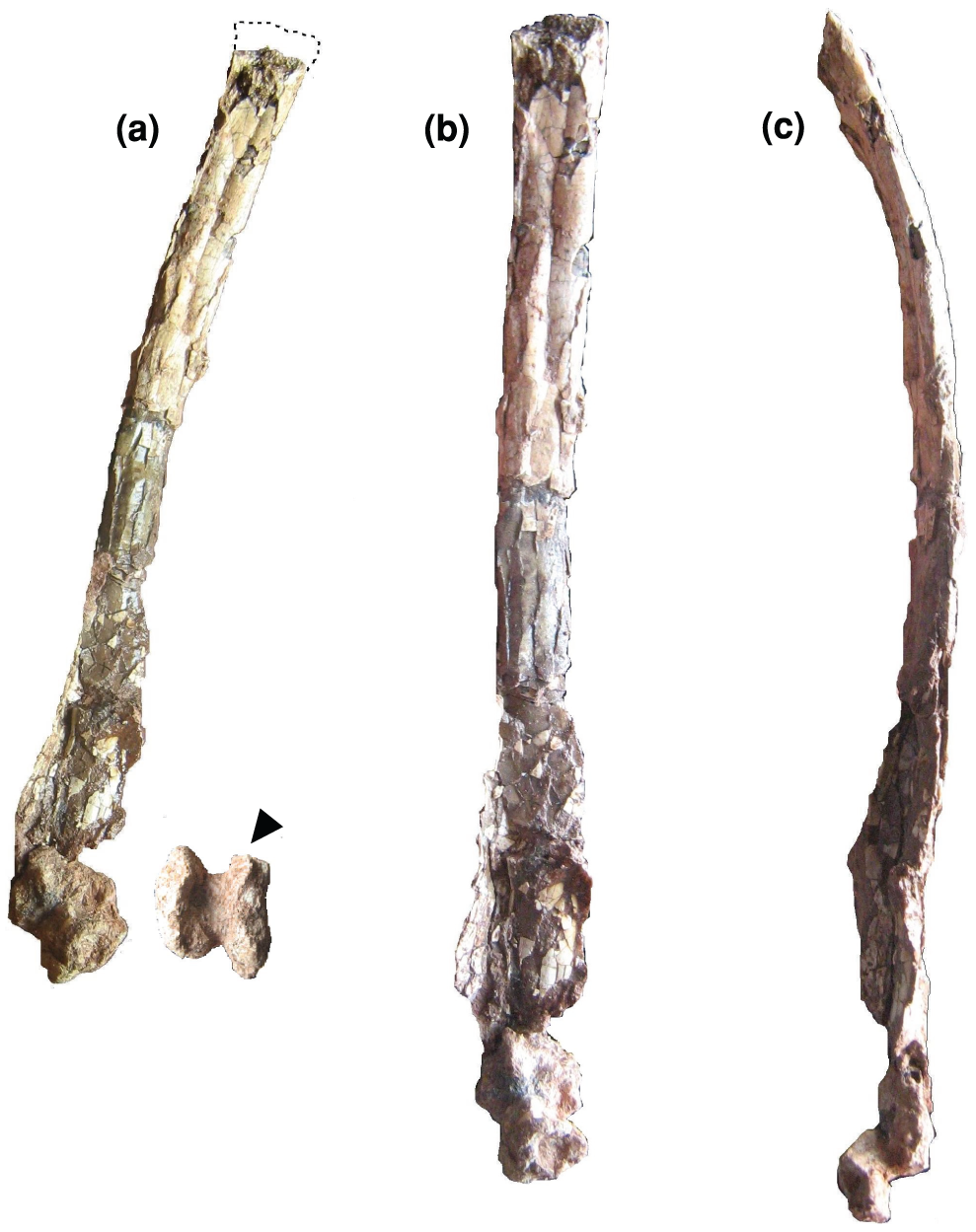
Het vierde middenhandsbeen

Het vierde middenhandsbeen van de rechtervleugel, dat de, vierde, vleugelvinger draagt, heeft een bewaarde lengte van 236 millimeter. Het element is zeer langwerpig en rank van bouw. Bovenaan is de doorsnede rechthoekig. Het heeft aan de achterzijde een lengtegroeve die uitloopt in een ovale uitholling. De schacht is elf millimeter breed; de beenwand ongeveer één millimeter dik met een gladde binnenkant. De interne holte is gevuld met sponsachtig bot wat de grootste sterkte voor een bepaald gewicht oplevert. De gewrichtsknobbels aan het onderst uiteinde zijn gescheiden door een diepe groeve die glad is zonder middenrichel.
Het derde middenhandsbeen is met een bewaarde lengte van negenendertig millimeter een stuk korter, hoewel de oorspronkelijke lengte naar schatting de helft hoger lag. Het droeg de kleine derde vinger die voorzien was van een klauw. De schacht is afgerond driehoekig in doorsnede en het onderste gewrichtsvlak is wat bol.
Het eerste vingerkootje van de vleugelvinger, dat in verband is gevonden met het vierde middenhandsbeen, heeft een bewaarde lengte van 175 millimeter; de geschatte lengte is weer de helft hoger. Aan de bovenkant is een driehoekige structuur zichtbaar die het uitsteeksel voor de strekkende pees zou kunnen zijn. Indien dit klopt, is het een aanwijzing dat het om een volwassen dier gaat, zoals relevant is voor de vraag of Eurazhdarcho een zelfstandig taxon is ten opzichte van Hatzegopteryx, want bij jongere dieren zijn deze uitsteeksels niet volledig verbeend en niet vergroeid. De beenwand heeft een dikte van één millimeter maar bij het bovenste gedeelte, dat grotere krachten moest weerstaan, is dat drie millimeter. De doorsnede van de schacht is ovaal.
Van vermoedelijk het tweede kootje is een tweeënvijftig millimeter lag deel van de schacht bewaard. De doorsnede bedraagt acht millimeter en is T-vormig, zoals typisch is bij de Azhdarchoidea. Het element heeft, als we de vleugel uitgeklapt van boven bekijken, aan de onderkant een lengterichel die naar het eind van het kootje toe meer naar achteren schuift, een kenmerk dat gedeeld wordt met Azhdarcho.
Het losse vingerkootje heeft een lengte van vijftien millimeter en bovenaan een dikte van een halve centimeter. Het bovenste deel heeft een rechthoekige doorsnede; de schacht een ovale. Het bovenste gewrichtsvlak is hol. Er is geen pneumatisch foramen zichtbaar.
Onder de niet met zekerheid te determineren fragmenten bevindt zich een langer schachtdeel met een één millimeter dikke beenwand, een afgeronde driehoekige doorsnede en een vlakke onderzijde; dit is onder voorbehoud geïnterpreteerd als het uiteinde van het vierde kootje van de vleugelvinger.

## Fylogenie
De beschrijvers plaatsten Eurazhdarcho in de Azhdarchidae op basis van de methode van de vergelijkende anatomie; een exacte cladistische analyse werd niet uitgevoerd. Hierdoor is ook niet duidelijk welke positie Eurazhdarcho binnen de azhdarchiden innam.
Een analyse uit 2021 had de volgende uitkomst.
|  | Eurazhdarcho langendorfensis |
|  | |
|  | \| \| Phosphatodraco mauritanicus \| \| \| \| \| \| Wellnhopterus brevirostris \| \| \| \| \| \| Aralazhdarcho bostobensis \| \| \| \| |
|  | |
|  | Phosphatodraco mauritanicus |
|  | |
|  | Wellnhopterus brevirostris |
|  | |
|  | Aralazhdarcho bostobensis |
|  | |

|  | Phosphatodraco mauritanicus |
|  |                             |
|  | Wellnhopterus brevirostris  |
|  |                             |
|  | Aralazhdarcho bostobensis   |
|  |                             |

|  | Hatzegopteryx thambema |
|  |                        |
|  | Albadraco tharmisensis |
|  |                        |

|  | Quetzalcoatlus northropi        |
|  |                                 |
|  | Quetzalcoatlus lawsoni          |
|  |                                 |
|  | Quetzalcoatlus sp. (FSAC-OB 14) |
|  |                                 |

|  | Mistralazhdarcho maggii      |
|  |                              |
|  | Aerotitan sudamericanus      |
|  |                              |
|  | Arambourgiania philadelphiae |
|  |                              |

|  | Quetzalcoatlus northropi        |
|  |                                 |
|  | Quetzalcoatlus lawsoni          |
|  |                                 |
|  | Quetzalcoatlus sp. (FSAC-OB 14) |
|  |                                 |

|  | Mistralazhdarcho maggii      |
|  |                              |
|  | Aerotitan sudamericanus      |
|  |                              |
|  | Arambourgiania philadelphiae |
|  |                              |

|  | Hatzegopteryx thambema |
|  |                        |
|  | Albadraco tharmisensis |
|  |                        |

|  | Quetzalcoatlus northropi        |
|  |                                 |
|  | Quetzalcoatlus lawsoni          |
|  |                                 |
|  | Quetzalcoatlus sp. (FSAC-OB 14) |
|  |                                 |

|  | Mistralazhdarcho maggii      |
|  |                              |
|  | Aerotitan sudamericanus      |
|  |                              |
|  | Arambourgiania philadelphiae |
|  |                              |

|  | Quetzalcoatlus northropi        |
|  |                                 |
|  | Quetzalcoatlus lawsoni          |
|  |                                 |
|  | Quetzalcoatlus sp. (FSAC-OB 14) |
|  |                                 |

|  | Mistralazhdarcho maggii      |
|  |                              |
|  | Aerotitan sudamericanus      |
|  |                              |
|  | Arambourgiania philadelphiae |
|  |                              |

|  | Hatzegopteryx thambema |
|  |                        |
|  | Albadraco tharmisensis |
|  |                        |

|  | Quetzalcoatlus northropi        |
|  |                                 |
|  | Quetzalcoatlus lawsoni          |
|  |                                 |
|  | Quetzalcoatlus sp. (FSAC-OB 14) |
|  |                                 |

|  | Mistralazhdarcho maggii      |
|  |                              |
|  | Aerotitan sudamericanus      |
|  |                              |
|  | Arambourgiania philadelphiae |
|  |                              |

|  | Quetzalcoatlus northropi        |
|  |                                 |
|  | Quetzalcoatlus lawsoni          |
|  |                                 |
|  | Quetzalcoatlus sp. (FSAC-OB 14) |
|  |                                 |

|  | Mistralazhdarcho maggii      |
|  |                              |
|  | Aerotitan sudamericanus      |
|  |                              |
|  | Arambourgiania philadelphiae |
|  |                              |

|  | Hatzegopteryx thambema |
|  |                        |
|  | Albadraco tharmisensis |
|  |                        |

|  | Quetzalcoatlus northropi        |
|  |                                 |
|  | Quetzalcoatlus lawsoni          |
|  |                                 |
|  | Quetzalcoatlus sp. (FSAC-OB 14) |
|  |                                 |

|  | Mistralazhdarcho maggii      |
|  |                              |
|  | Aerotitan sudamericanus      |
|  |                              |
|  | Arambourgiania philadelphiae |
|  |                              |

|  | Quetzalcoatlus northropi        |
|  |                                 |
|  | Quetzalcoatlus lawsoni          |
|  |                                 |
|  | Quetzalcoatlus sp. (FSAC-OB 14) |
|  |                                 |

|  | Mistralazhdarcho maggii      |
|  |                              |
|  | Aerotitan sudamericanus      |
|  |                              |
|  | Arambourgiania philadelphiae |
|  |                              |

|  | Hatzegopteryx thambema |
|  |                        |
|  | Albadraco tharmisensis |
|  |                        |

|  | Quetzalcoatlus northropi        |
|  |                                 |
|  | Quetzalcoatlus lawsoni          |
|  |                                 |
|  | Quetzalcoatlus sp. (FSAC-OB 14) |
|  |                                 |

|  | Mistralazhdarcho maggii      |
|  |                              |
|  | Aerotitan sudamericanus      |
|  |                              |
|  | Arambourgiania philadelphiae |
|  |                              |

|  | Quetzalcoatlus northropi        |
|  |                                 |
|  | Quetzalcoatlus lawsoni          |
|  |                                 |
|  | Quetzalcoatlus sp. (FSAC-OB 14) |
|  |                                 |

|  | Mistralazhdarcho maggii      |
|  |                              |
|  | Aerotitan sudamericanus      |
|  |                              |
|  | Arambourgiania philadelphiae |
|  |                              |

|  | Hatzegopteryx thambema |
|  |                        |
|  | Albadraco tharmisensis |
|  |                        |

|  | Quetzalcoatlus northropi        |
|  |                                 |
|  | Quetzalcoatlus lawsoni          |
|  |                                 |
|  | Quetzalcoatlus sp. (FSAC-OB 14) |
|  |                                 |

|  | Mistralazhdarcho maggii      |
|  |                              |
|  | Aerotitan sudamericanus      |
|  |                              |
|  | Arambourgiania philadelphiae |
|  |                              |

|  | Quetzalcoatlus northropi        |
|  |                                 |
|  | Quetzalcoatlus lawsoni          |
|  |                                 |
|  | Quetzalcoatlus sp. (FSAC-OB 14) |
|  |                                 |

|  | Mistralazhdarcho maggii      |
|  |                              |
|  | Aerotitan sudamericanus      |
|  |                              |
|  | Arambourgiania philadelphiae |
|  |                              |

|  | Hatzegopteryx thambema |
|  |                        |
|  | Albadraco tharmisensis |
|  |                        |

|  | Quetzalcoatlus northropi        |
|  |                                 |
|  | Quetzalcoatlus lawsoni          |
|  |                                 |
|  | Quetzalcoatlus sp. (FSAC-OB 14) |
|  |                                 |

|  | Mistralazhdarcho maggii      |
|  |                              |
|  | Aerotitan sudamericanus      |
|  |                              |
|  | Arambourgiania philadelphiae |
|  |                              |

|  | Quetzalcoatlus northropi        |
|  |                                 |
|  | Quetzalcoatlus lawsoni          |
|  |                                 |
|  | Quetzalcoatlus sp. (FSAC-OB 14) |
|  |                                 |

|  | Mistralazhdarcho maggii      |
|  |                              |
|  | Aerotitan sudamericanus      |
|  |                              |
|  | Arambourgiania philadelphiae |
|  |                              |

|  | Hatzegopteryx thambema |
|  |                        |
|  | Albadraco tharmisensis |
|  |                        |

|  | Quetzalcoatlus northropi        |
|  |                                 |
|  | Quetzalcoatlus lawsoni          |
|  |                                 |
|  | Quetzalcoatlus sp. (FSAC-OB 14) |
|  |                                 |

|  | Mistralazhdarcho maggii      |
|  |                              |
|  | Aerotitan sudamericanus      |
|  |                              |
|  | Arambourgiania philadelphiae |
|  |                              |

|  | Quetzalcoatlus northropi        |
|  |                                 |
|  | Quetzalcoatlus lawsoni          |
|  |                                 |
|  | Quetzalcoatlus sp. (FSAC-OB 14) |
|  |                                 |

|  | Mistralazhdarcho maggii      |
|  |                              |
|  | Aerotitan sudamericanus      |
|  |                              |
|  | Arambourgiania philadelphiae |
|  |                              |

|  | Hatzegopteryx thambema |
|  |                        |
|  | Albadraco tharmisensis |
|  |                        |

|  | Quetzalcoatlus northropi        |
|  |                                 |
|  | Quetzalcoatlus lawsoni          |
|  |                                 |
|  | Quetzalcoatlus sp. (FSAC-OB 14) |
|  |                                 |

|  | Mistralazhdarcho maggii      |
|  |                              |
|  | Aerotitan sudamericanus      |
|  |                              |
|  | Arambourgiania philadelphiae |
|  |                              |

|  | Quetzalcoatlus northropi        |
|  |                                 |
|  | Quetzalcoatlus lawsoni          |
|  |                                 |
|  | Quetzalcoatlus sp. (FSAC-OB 14) |
|  |                                 |

|  | Mistralazhdarcho maggii      |
|  |                              |
|  | Aerotitan sudamericanus      |
|  |                              |
|  | Arambourgiania philadelphiae |
|  |                              |

|  | Hatzegopteryx thambema |
|  |                        |
|  | Albadraco tharmisensis |
|  |                        |

|  | Quetzalcoatlus northropi        |
|  |                                 |
|  | Quetzalcoatlus lawsoni          |
|  |                                 |
|  | Quetzalcoatlus sp. (FSAC-OB 14) |
|  |                                 |

|  | Mistralazhdarcho maggii      |
|  |                              |
|  | Aerotitan sudamericanus      |
|  |                              |
|  | Arambourgiania philadelphiae |
|  |                              |

|  | Quetzalcoatlus northropi        |
|  |                                 |
|  | Quetzalcoatlus lawsoni          |
|  |                                 |
|  | Quetzalcoatlus sp. (FSAC-OB 14) |
|  |                                 |

|  | Mistralazhdarcho maggii      |
|  |                              |
|  | Aerotitan sudamericanus      |
|  |                              |
|  | Arambourgiania philadelphiae |
|  |                              |

|  | Hatzegopteryx thambema |
|  |                        |
|  | Albadraco tharmisensis |
|  |                        |

|  | Quetzalcoatlus northropi        |
|  |                                 |
|  | Quetzalcoatlus lawsoni          |
|  |                                 |
|  | Quetzalcoatlus sp. (FSAC-OB 14) |
|  |                                 |

|  | Mistralazhdarcho maggii      |
|  |                              |
|  | Aerotitan sudamericanus      |
|  |                              |
|  | Arambourgiania philadelphiae |
|  |                              |

|  | Quetzalcoatlus northropi        |
|  |                                 |
|  | Quetzalcoatlus lawsoni          |
|  |                                 |
|  | Quetzalcoatlus sp. (FSAC-OB 14) |
|  |                                 |

|  | Mistralazhdarcho maggii      |
|  |                              |
|  | Aerotitan sudamericanus      |
|  |                              |
|  | Arambourgiania philadelphiae |
|  |                              |

|  | Hatzegopteryx thambema |
|  |                        |
|  | Albadraco tharmisensis |
|  |                        |

|  | Quetzalcoatlus northropi        |
|  |                                 |
|  | Quetzalcoatlus lawsoni          |
|  |                                 |
|  | Quetzalcoatlus sp. (FSAC-OB 14) |
|  |                                 |

|  | Mistralazhdarcho maggii      |
|  |                              |
|  | Aerotitan sudamericanus      |
|  |                              |
|  | Arambourgiania philadelphiae |
|  |                              |

|  | Quetzalcoatlus northropi        |
|  |                                 |
|  | Quetzalcoatlus lawsoni          |
|  |                                 |
|  | Quetzalcoatlus sp. (FSAC-OB 14) |
|  |                                 |

|  | Mistralazhdarcho maggii      |
|  |                              |
|  | Aerotitan sudamericanus      |
|  |                              |
|  | Arambourgiania philadelphiae |
|  |                              |

|  | Hatzegopteryx thambema |
|  |                        |
|  | Albadraco tharmisensis |
|  |                        |

|  | Quetzalcoatlus northropi        |
|  |                                 |
|  | Quetzalcoatlus lawsoni          |
|  |                                 |
|  | Quetzalcoatlus sp. (FSAC-OB 14) |
|  |                                 |

|  | Mistralazhdarcho maggii      |
|  |                              |
|  | Aerotitan sudamericanus      |
|  |                              |
|  | Arambourgiania philadelphiae |
|  |                              |

|  | Quetzalcoatlus northropi        |
|  |                                 |
|  | Quetzalcoatlus lawsoni          |
|  |                                 |
|  | Quetzalcoatlus sp. (FSAC-OB 14) |
|  |                                 |

|  | Mistralazhdarcho maggii      |
|  |                              |
|  | Aerotitan sudamericanus      |
|  |                              |
|  | Arambourgiania philadelphiae |
|  |                              |

|  | Hatzegopteryx thambema |
|  |                        |
|  | Albadraco tharmisensis |
|  |                        |

|  | Quetzalcoatlus northropi        |
|  |                                 |
|  | Quetzalcoatlus lawsoni          |
|  |                                 |
|  | Quetzalcoatlus sp. (FSAC-OB 14) |
|  |                                 |

|  | Mistralazhdarcho maggii      |
|  |                              |
|  | Aerotitan sudamericanus      |
|  |                              |
|  | Arambourgiania philadelphiae |
|  |                              |

|  | Quetzalcoatlus northropi        |
|  |                                 |
|  | Quetzalcoatlus lawsoni          |
|  |                                 |
|  | Quetzalcoatlus sp. (FSAC-OB 14) |
|  |                                 |

|  | Mistralazhdarcho maggii      |
|  |                              |
|  | Aerotitan sudamericanus      |
|  |                              |
|  | Arambourgiania philadelphiae |
|  |                              |

|  | Hatzegopteryx thambema |
|  |                        |
|  | Albadraco tharmisensis |
|  |                        |

|  | Quetzalcoatlus northropi        |
|  |                                 |
|  | Quetzalcoatlus lawsoni          |
|  |                                 |
|  | Quetzalcoatlus sp. (FSAC-OB 14) |
|  |                                 |

|  | Mistralazhdarcho maggii      |
|  |                              |
|  | Aerotitan sudamericanus      |
|  |                              |
|  | Arambourgiania philadelphiae |
|  |                              |

|  | Quetzalcoatlus northropi        |
|  |                                 |
|  | Quetzalcoatlus lawsoni          |
|  |                                 |
|  | Quetzalcoatlus sp. (FSAC-OB 14) |
|  |                                 |

|  | Mistralazhdarcho maggii      |
|  |                              |
|  | Aerotitan sudamericanus      |
|  |                              |
|  | Arambourgiania philadelphiae |
|  |                              |

|  | Hatzegopteryx thambema |
|  |                        |
|  | Albadraco tharmisensis |
|  |                        |

|  | Quetzalcoatlus northropi        |
|  |                                 |
|  | Quetzalcoatlus lawsoni          |
|  |                                 |
|  | Quetzalcoatlus sp. (FSAC-OB 14) |
|  |                                 |

|  | Mistralazhdarcho maggii      |
|  |                              |
|  | Aerotitan sudamericanus      |
|  |                              |
|  | Arambourgiania philadelphiae |
|  |                              |

|  | Quetzalcoatlus northropi        |
|  |                                 |
|  | Quetzalcoatlus lawsoni          |
|  |                                 |
|  | Quetzalcoatlus sp. (FSAC-OB 14) |
|  |                                 |

|  | Mistralazhdarcho maggii      |
|  |                              |
|  | Aerotitan sudamericanus      |
|  |                              |
|  | Arambourgiania philadelphiae |
|  |                              |

|  | Eurazhdarcho langendorfensis |
|  | |
|  | \| \| Phosphatodraco mauritanicus \| \| \| \| \| \| Wellnhopterus brevirostris \| \| \| \| \| \| Aralazhdarcho bostobensis \| \| \| \| |
|  | |
|  | Phosphatodraco mauritanicus |
|  | |
|  | Wellnhopterus brevirostris |
|  | |
|  | Aralazhdarcho bostobensis |
|  | |

|  | Phosphatodraco mauritanicus |
|  |                             |
|  | Wellnhopterus brevirostris  |
|  |                             |
|  | Aralazhdarcho bostobensis   |
|  |                             |

|  | Hatzegopteryx thambema |
|  |                        |
|  | Albadraco tharmisensis |
|  |                        |

|  | Quetzalcoatlus northropi        |
|  |                                 |
|  | Quetzalcoatlus lawsoni          |
|  |                                 |
|  | Quetzalcoatlus sp. (FSAC-OB 14) |
|  |                                 |

|  | Mistralazhdarcho maggii      |
|  |                              |
|  | Aerotitan sudamericanus      |
|  |                              |
|  | Arambourgiania philadelphiae |
|  |                              |

|  | Quetzalcoatlus northropi        |
|  |                                 |
|  | Quetzalcoatlus lawsoni          |
|  |                                 |
|  | Quetzalcoatlus sp. (FSAC-OB 14) |
|  |                                 |

|  | Mistralazhdarcho maggii      |
|  |                              |
|  | Aerotitan sudamericanus      |
|  |                              |
|  | Arambourgiania philadelphiae |
|  |                              |

|  | Hatzegopteryx thambema |
|  |                        |
|  | Albadraco tharmisensis |
|  |                        |

|  | Quetzalcoatlus northropi        |
|  |                                 |
|  | Quetzalcoatlus lawsoni          |
|  |                                 |
|  | Quetzalcoatlus sp. (FSAC-OB 14) |
|  |                                 |

|  | Mistralazhdarcho maggii      |
|  |                              |
|  | Aerotitan sudamericanus      |
|  |                              |
|  | Arambourgiania philadelphiae |
|  |                              |

|  | Quetzalcoatlus northropi        |
|  |                                 |
|  | Quetzalcoatlus lawsoni          |
|  |                                 |
|  | Quetzalcoatlus sp. (FSAC-OB 14) |
|  |                                 |

|  | Mistralazhdarcho maggii      |
|  |                              |
|  | Aerotitan sudamericanus      |
|  |                              |
|  | Arambourgiania philadelphiae |
|  |                              |

|  | Hatzegopteryx thambema |
|  |                        |
|  | Albadraco tharmisensis |
|  |                        |

|  | Quetzalcoatlus northropi        |
|  |                                 |
|  | Quetzalcoatlus lawsoni          |
|  |                                 |
|  | Quetzalcoatlus sp. (FSAC-OB 14) |
|  |                                 |

|  | Mistralazhdarcho maggii      |
|  |                              |
|  | Aerotitan sudamericanus      |
|  |                              |
|  | Arambourgiania philadelphiae |
|  |                              |

|  | Quetzalcoatlus northropi        |
|  |                                 |
|  | Quetzalcoatlus lawsoni          |
|  |                                 |
|  | Quetzalcoatlus sp. (FSAC-OB 14) |
|  |                                 |

|  | Mistralazhdarcho maggii      |
|  |                              |
|  | Aerotitan sudamericanus      |
|  |                              |
|  | Arambourgiania philadelphiae |
|  |                              |

|  | Hatzegopteryx thambema |
|  |                        |
|  | Albadraco tharmisensis |
|  |                        |

|  | Quetzalcoatlus northropi        |
|  |                                 |
|  | Quetzalcoatlus lawsoni          |
|  |                                 |
|  | Quetzalcoatlus sp. (FSAC-OB 14) |
|  |                                 |

|  | Mistralazhdarcho maggii      |
|  |                              |
|  | Aerotitan sudamericanus      |
|  |                              |
|  | Arambourgiania philadelphiae |
|  |                              |

|  | Quetzalcoatlus northropi        |
|  |                                 |
|  | Quetzalcoatlus lawsoni          |
|  |                                 |
|  | Quetzalcoatlus sp. (FSAC-OB 14) |
|  |                                 |

|  | Mistralazhdarcho maggii      |
|  |                              |
|  | Aerotitan sudamericanus      |
|  |                              |
|  | Arambourgiania philadelphiae |
|  |                              |

|  | Hatzegopteryx thambema |
|  |                        |
|  | Albadraco tharmisensis |
|  |                        |

|  | Quetzalcoatlus northropi        |
|  |                                 |
|  | Quetzalcoatlus lawsoni          |
|  |                                 |
|  | Quetzalcoatlus sp. (FSAC-OB 14) |
|  |                                 |

|  | Mistralazhdarcho maggii      |
|  |                              |
|  | Aerotitan sudamericanus      |
|  |                              |
|  | Arambourgiania philadelphiae |
|  |                              |

|  | Quetzalcoatlus northropi        |
|  |                                 |
|  | Quetzalcoatlus lawsoni          |
|  |                                 |
|  | Quetzalcoatlus sp. (FSAC-OB 14) |
|  |                                 |

|  | Mistralazhdarcho maggii      |
|  |                              |
|  | Aerotitan sudamericanus      |
|  |                              |
|  | Arambourgiania philadelphiae |
|  |                              |

|  | Hatzegopteryx thambema |
|  |                        |
|  | Albadraco tharmisensis |
|  |                        |

|  | Quetzalcoatlus northropi        |
|  |                                 |
|  | Quetzalcoatlus lawsoni          |
|  |                                 |
|  | Quetzalcoatlus sp. (FSAC-OB 14) |
|  |                                 |

|  | Mistralazhdarcho maggii      |
|  |                              |
|  | Aerotitan sudamericanus      |
|  |                              |
|  | Arambourgiania philadelphiae |
|  |                              |

|  | Quetzalcoatlus northropi        |
|  |                                 |
|  | Quetzalcoatlus lawsoni          |
|  |                                 |
|  | Quetzalcoatlus sp. (FSAC-OB 14) |
|  |                                 |

|  | Mistralazhdarcho maggii      |
|  |                              |
|  | Aerotitan sudamericanus      |
|  |                              |
|  | Arambourgiania philadelphiae |
|  |                              |

|  | Hatzegopteryx thambema |
|  |                        |
|  | Albadraco tharmisensis |
|  |                        |

|  | Quetzalcoatlus northropi        |
|  |                                 |
|  | Quetzalcoatlus lawsoni          |
|  |                                 |
|  | Quetzalcoatlus sp. (FSAC-OB 14) |
|  |                                 |

|  | Mistralazhdarcho maggii      |
|  |                              |
|  | Aerotitan sudamericanus      |
|  |                              |
|  | Arambourgiania philadelphiae |
|  |                              |

|  | Quetzalcoatlus northropi        |
|  |                                 |
|  | Quetzalcoatlus lawsoni          |
|  |                                 |
|  | Quetzalcoatlus sp. (FSAC-OB 14) |
|  |                                 |

|  | Mistralazhdarcho maggii      |
|  |                              |
|  | Aerotitan sudamericanus      |
|  |                              |
|  | Arambourgiania philadelphiae |
|  |                              |

|  | Hatzegopteryx thambema |
|  |                        |
|  | Albadraco tharmisensis |
|  |                        |

|  | Quetzalcoatlus northropi        |
|  |                                 |
|  | Quetzalcoatlus lawsoni          |
|  |                                 |
|  | Quetzalcoatlus sp. (FSAC-OB 14) |
|  |                                 |

|  | Mistralazhdarcho maggii      |
|  |                              |
|  | Aerotitan sudamericanus      |
|  |                              |
|  | Arambourgiania philadelphiae |
|  |                              |

|  | Quetzalcoatlus northropi        |
|  |                                 |
|  | Quetzalcoatlus lawsoni          |
|  |                                 |
|  | Quetzalcoatlus sp. (FSAC-OB 14) |
|  |                                 |

|  | Mistralazhdarcho maggii      |
|  |                              |
|  | Aerotitan sudamericanus      |
|  |                              |
|  | Arambourgiania philadelphiae |
|  |                              |

|  | Hatzegopteryx thambema |
|  |                        |
|  | Albadraco tharmisensis |
|  |                        |

|  | Quetzalcoatlus northropi        |
|  |                                 |
|  | Quetzalcoatlus lawsoni          |
|  |                                 |
|  | Quetzalcoatlus sp. (FSAC-OB 14) |
|  |                                 |

|  | Mistralazhdarcho maggii      |
|  |                              |
|  | Aerotitan sudamericanus      |
|  |                              |
|  | Arambourgiania philadelphiae |
|  |                              |

|  | Quetzalcoatlus northropi        |
|  |                                 |
|  | Quetzalcoatlus lawsoni          |
|  |                                 |
|  | Quetzalcoatlus sp. (FSAC-OB 14) |
|  |                                 |

|  | Mistralazhdarcho maggii      |
|  |                              |
|  | Aerotitan sudamericanus      |
|  |                              |
|  | Arambourgiania philadelphiae |
|  |                              |

|  | Hatzegopteryx thambema |
|  |                        |
|  | Albadraco tharmisensis |
|  |                        |

|  | Quetzalcoatlus northropi        |
|  |                                 |
|  | Quetzalcoatlus lawsoni          |
|  |                                 |
|  | Quetzalcoatlus sp. (FSAC-OB 14) |
|  |                                 |

|  | Mistralazhdarcho maggii      |
|  |                              |
|  | Aerotitan sudamericanus      |
|  |                              |
|  | Arambourgiania philadelphiae |
|  |                              |

|  | Quetzalcoatlus northropi        |
|  |                                 |
|  | Quetzalcoatlus lawsoni          |
|  |                                 |
|  | Quetzalcoatlus sp. (FSAC-OB 14) |
|  |                                 |

|  | Mistralazhdarcho maggii      |
|  |                              |
|  | Aerotitan sudamericanus      |
|  |                              |
|  | Arambourgiania philadelphiae |
|  |                              |

|  | Hatzegopteryx thambema |
|  |                        |
|  | Albadraco tharmisensis |
|  |                        |

|  | Quetzalcoatlus northropi        |
|  |                                 |
|  | Quetzalcoatlus lawsoni          |
|  |                                 |
|  | Quetzalcoatlus sp. (FSAC-OB 14) |
|  |                                 |

|  | Mistralazhdarcho maggii      |
|  |                              |
|  | Aerotitan sudamericanus      |
|  |                              |
|  | Arambourgiania philadelphiae |
|  |                              |

|  | Quetzalcoatlus northropi        |
|  |                                 |
|  | Quetzalcoatlus lawsoni          |
|  |                                 |
|  | Quetzalcoatlus sp. (FSAC-OB 14) |
|  |                                 |

|  | Mistralazhdarcho maggii      |
|  |                              |
|  | Aerotitan sudamericanus      |
|  |                              |
|  | Arambourgiania philadelphiae |
|  |                              |

|  | Hatzegopteryx thambema |
|  |                        |
|  | Albadraco tharmisensis |
|  |                        |

|  | Quetzalcoatlus northropi        |
|  |                                 |
|  | Quetzalcoatlus lawsoni          |
|  |                                 |
|  | Quetzalcoatlus sp. (FSAC-OB 14) |
|  |                                 |

|  | Mistralazhdarcho maggii      |
|  |                              |
|  | Aerotitan sudamericanus      |
|  |                              |
|  | Arambourgiania philadelphiae |
|  |                              |

|  | Quetzalcoatlus northropi        |
|  |                                 |
|  | Quetzalcoatlus lawsoni          |
|  |                                 |
|  | Quetzalcoatlus sp. (FSAC-OB 14) |
|  |                                 |

|  | Mistralazhdarcho maggii      |
|  |                              |
|  | Aerotitan sudamericanus      |
|  |                              |
|  | Arambourgiania philadelphiae |
|  |                              |

|  | Hatzegopteryx thambema |
|  |                        |
|  | Albadraco tharmisensis |
|  |                        |

|  | Quetzalcoatlus northropi        |
|  |                                 |
|  | Quetzalcoatlus lawsoni          |
|  |                                 |
|  | Quetzalcoatlus sp. (FSAC-OB 14) |
|  |                                 |

|  | Mistralazhdarcho maggii      |
|  |                              |
|  | Aerotitan sudamericanus      |
|  |                              |
|  | Arambourgiania philadelphiae |
|  |                              |

|  | Quetzalcoatlus northropi        |
|  |                                 |
|  | Quetzalcoatlus lawsoni          |
|  |                                 |
|  | Quetzalcoatlus sp. (FSAC-OB 14) |
|  |                                 |

|  | Mistralazhdarcho maggii      |
|  |                              |
|  | Aerotitan sudamericanus      |
|  |                              |
|  | Arambourgiania philadelphiae |
|  |                              |

|  | Hatzegopteryx thambema |
|  |                        |
|  | Albadraco tharmisensis |
|  |                        |

|  | Quetzalcoatlus northropi        |
|  |                                 |
|  | Quetzalcoatlus lawsoni          |
|  |                                 |
|  | Quetzalcoatlus sp. (FSAC-OB 14) |
|  |                                 |

|  | Mistralazhdarcho maggii      |
|  |                              |
|  | Aerotitan sudamericanus      |
|  |                              |
|  | Arambourgiania philadelphiae |
|  |                              |

|  | Quetzalcoatlus northropi        |
|  |                                 |
|  | Quetzalcoatlus lawsoni          |
|  |                                 |
|  | Quetzalcoatlus sp. (FSAC-OB 14) |
|  |                                 |

|  | Mistralazhdarcho maggii      |
|  |                              |
|  | Aerotitan sudamericanus      |
|  |                              |
|  | Arambourgiania philadelphiae |
|  |                              |

|  | Hatzegopteryx thambema |
|  |                        |
|  | Albadraco tharmisensis |
|  |                        |

|  | Quetzalcoatlus northropi        |
|  |                                 |
|  | Quetzalcoatlus lawsoni          |
|  |                                 |
|  | Quetzalcoatlus sp. (FSAC-OB 14) |
|  |                                 |

|  | Mistralazhdarcho maggii      |
|  |                              |
|  | Aerotitan sudamericanus      |
|  |                              |
|  | Arambourgiania philadelphiae |
|  |                              |

|  | Quetzalcoatlus northropi        |
|  |                                 |
|  | Quetzalcoatlus lawsoni          |
|  |                                 |
|  | Quetzalcoatlus sp. (FSAC-OB 14) |
|  |                                 |

|  | Mistralazhdarcho maggii      |
|  |                              |
|  | Aerotitan sudamericanus      |
|  |                              |
|  | Arambourgiania philadelphiae |
|  |                              |

|  | Hatzegopteryx thambema |
|  |                        |
|  | Albadraco tharmisensis |
|  |                        |

|  | Quetzalcoatlus northropi        |
|  |                                 |
|  | Quetzalcoatlus lawsoni          |
|  |                                 |
|  | Quetzalcoatlus sp. (FSAC-OB 14) |
|  |                                 |

|  | Mistralazhdarcho maggii      |
|  |                              |
|  | Aerotitan sudamericanus      |
|  |                              |
|  | Arambourgiania philadelphiae |
|  |                              |

|  | Quetzalcoatlus northropi        |
|  |                                 |
|  | Quetzalcoatlus lawsoni          |
|  |                                 |
|  | Quetzalcoatlus sp. (FSAC-OB 14) |
|  |                                 |

|  | Mistralazhdarcho maggii      |
|  |                              |
|  | Aerotitan sudamericanus      |
|  |                              |
|  | Arambourgiania philadelphiae |
|  |                              |

## Levenswijze

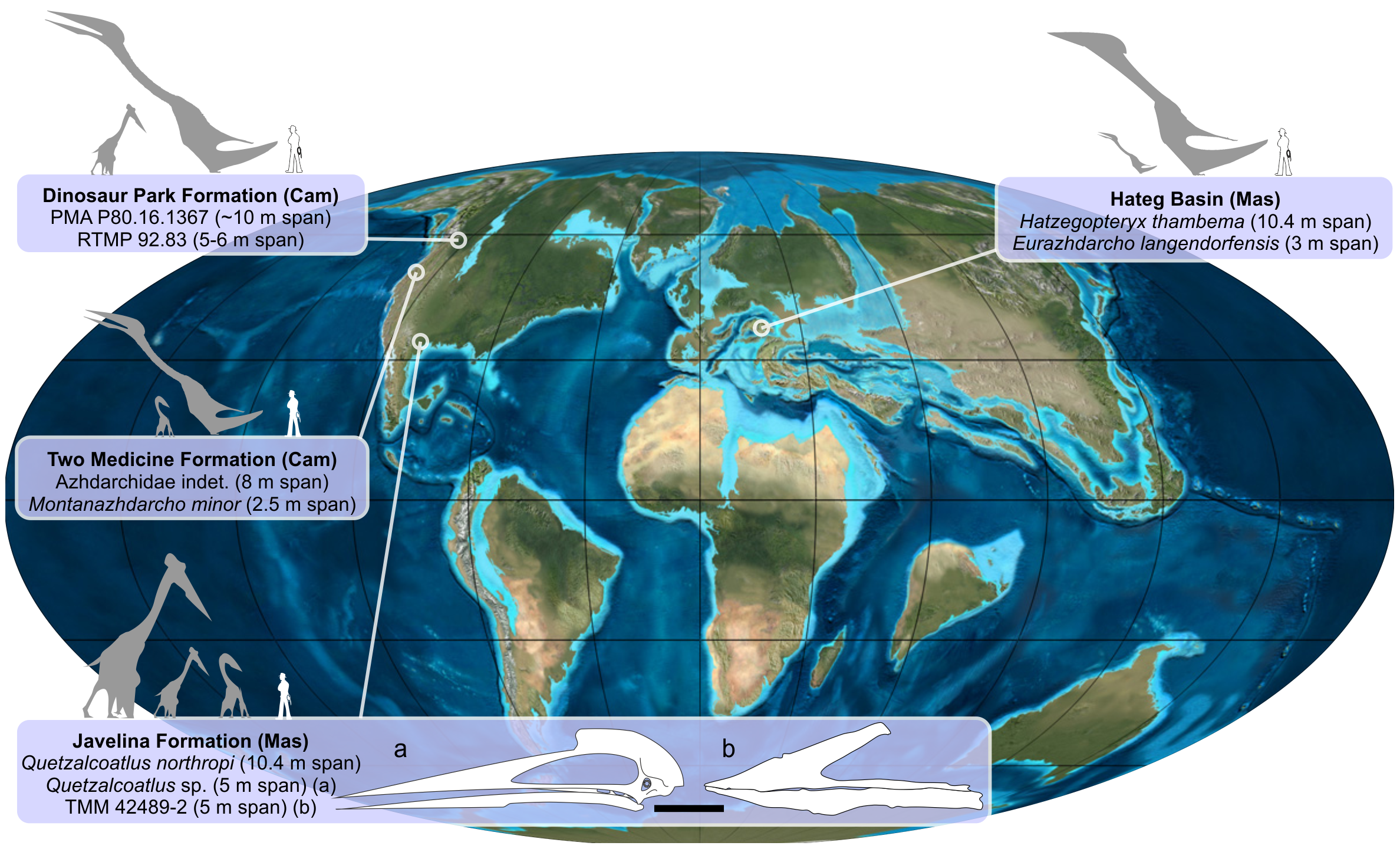
Een kaart van de Aarde in het Opper-Krijt met daarop vindplaatsen die azhdarchiden van verschillende grootte opgeleverd hebben

Het gebied van het huidige Roemenië kwam in het Opper-Krijt min of meer overeen met een eiland in de Europese Archipel. Het gebied was warm en weelderig begroeid. De SbG-B-vindplaats, hoewel slechts een oppervlakte van tweehonderd vierkant meter beslaand heeft de resten van verschillende dieren bewaard die leefgenoten van Eurazhdarcho moeten zijn geweest, waaronder de landschildpad Kallokibotion bajazidi, de hadrosauroïde Telmatosaurus en een vorm die sterk leek op de titanosauriër Magyarosaurus. De fauna bestaande uit landdieren wijst erop dat Eurazhdarcho niet primair een visetende kustbewoner was; dit is een bevestiging van het "superooievaar"-model voor de levenswijze van de azhdarchiden waarbij die lopend kleinere dieren zouden hebben verschalkt.
Aangenomen dat Hatzegopteryx een andere soort was, kwamen twee azhdarchiden naast elkaar in hetzelfde gebied voor, de een reusachtig groot, de ander middelgroot. Dit is een sterke aanwijzing dat deze verschillende niches innamen, verdeeld naar lichaamsgrootte. Welk verschil in prooidieren of jachttactieken hiermee overeenkomt, is echter nog onduidelijk. Wel stelden de beschrijvers dat dit een patroon weerspiegelt dat in het Opper-Krijt op veel locaties te ontdekken valt. Uit de Javalinaformatie van het Maastrichtien van Texas is de reusachtige Quetzalcoatlus northropi bekend maar ook een veel kleinere Quetzalcoatlus sp. en de azhdarchoïde vertegenwoordigd door specimen TMM 42489-2. De Two Medicine Formation uit het Campanien van Montana kent de kleine Montanazhdarcho minor, met een vleugelspanwijdte van tweeënhalve meter maar heeft ook fragmenten van grote azhdarchiden opgeleverd die een vlucht van acht meter lijken te hebben gehad. In de even oude Dinosaur Park Formation van Canada is het kleinere specimen RTMP 92.83 opgegraven met een spanwijdte van vijf à zes meter maar ook het grote PMA P.80.16.1367 dat op een vlucht van tien meter duidt.
In ieder geval zou de ontdekking van Eurazhdarcho een aanwijzing zijn dat een wat kleinere omvang de normale grootte voor azhdarchiden vertegenwoordigt. Dergelijke vormen zouden dus niet speciaal verwant aan elkaar hoeven te zijn ten opzichte van de reusachtige soorten wat het onjuist maakt fragmentarische vondsten bij voorkeur aan Azhdarcho toe te wijzen.